# Boronia ternata
Boronia ternata är en vinruteväxtart som beskrevs av Stephan Ladislaus Endlicher. Boronia ternata ingår i släktet Boronia och familjen vinruteväxter.

## Underarter
Arten delas in i följande underarter:
- B. t. austrofoliosa
- B. t. elongata
- B. t. foliosa
- B. t. glabrifolia
- B. t. promiscua